# 金桂冠
金桂冠（1943年7月6日—），生於朝鮮平安北道雲山郡，是一名朝鮮外交官，現時(2007年7月)擔任朝鮮外務省副相。他為朝鮮在有關該國核問題的常任代表，很多有關朝鲜核問題的國際談判，例如已舉行多輪的六方會談皆由他代表平壤方面發言。
於2007年2月13日，金桂冠傳達了朝鮮政府就放棄核武計劃的訊息，其中包括關閉寧邊核設施和銷毀現有之核武器，這對於被剛在4個月前朝鮮試爆其第一枚原子彈而導致陷入僵局的朝鮮核問題談判帶來重大突破。作為朝鮮的首席談判代表，一直代表平壤在談判桌上爭取最大利益。
金桂冠亦在2007年6月於平壤與到訪的美國國務院助理國務卿希爾會面。會面之後，他代表朝鮮正式宣佈將關閉寧邊核設施以及停止一切核武製造和試爆。
此外，07年7月，作為新一代朝鮮外交領導層，亦於柏林與美國六方代表團會面時，主動邀請享負盛名的美國紐約愛樂交響樂團訪問，是年11月，樂團正式到訪，是次微妙外交舉動被國際社會美稱作交響樂外交，並以之與當年令中美關係解凍的乒乓外交相提並論，足可見朝鮮多變靈活的新式外交政策。